# Teriocolias zelia
Teriocolias zelia is een vlindersoort uit de familie van de Pieridae (witjes), onderfamilie Coliadinae.
Teriocolias zelia werd in 1852 beschreven door Lucas.